# HMS Africa (1905)
O HMS Africa foi um couraçado pré-dreadnought operado pela Marinha Real Britânica e a sétima embarcação da Classe King Edward VII. Sua construção começou em janeiro de 1904 no Estaleiro Real de Chatham e foi lançado ao mar em maio de 1905, sendo comissionado na frota britânica em novembro do ano seguinte. Era armado com uma bateria principal composta por quatro canhões de 305 milímetros montados em duas torres de artilharia duplas, possuía um deslocamento de mais de dezessete mil toneladas e alcançava uma velocidade máxima de dezoito nós.
O Africa teve um início de carreira relativamente tranquilo, servindo na Frota do Atlântico, Frota do Canal e Frota Doméstica. Em 1912 ele e seus irmãos atuaram no Mar Mediterrâneo durante a Primeira Guerra Balcânica. A Primeira Guerra Mundial começou em 1914 e o navio passou a maior parte do conflito realizando patrulhas pelo Mar do Norte como parte da Grande Frota, porém nunca chegou a entrar em combate. Depois disso atuou no Mar Adriático em 1916 e no ano seguinte na África. Voltou para casa em 1918 e tirado de serviço, sendo desmontado em 1920.